# Троцька Надія Василівна
Надія Василівна Троцька, у шлюбі Фролова (9 серпня 1927 — 22 листопада 1992) — передовик сільського господарства Української РСР, ланкова Радомлянського відділку Півненківського бурякорадгоспу Мінхарчопрому СРСР, Герой Соціалістичної Праці (1948).

## Життєпис
Народилася в селі Татьянівка Тамбовського району Амурського округу Далекосхідного краю РРФСР (нині неіснуюче село в межах Тамбовського району Амурської області Росії) в селянській родині. Українка. У 1935 році переїхала в Україну, до міста Суми, де закінчила 7 класів.
Трудову діяльність розвочала у 1942 році на Сумсько-Степанівському цукровому комбінаті. У березні 1946 року прийнята різноробом до Радомлянського відділку Півненківського бурякорадгоспу в Тростянецькому районі Сумської області. Згодом переведена на посаду ланкової.
У 1947 році очолювана нею ланка отримала врожай жита по 30.03 центнера з гектару на площі у 13 гектарів.
У жовтні 1949 року закінчила курси підвищення кваліфікації керуючих відділками бурякорадгоспів у Тростянці, призначена бригадиром. Обиралась делегатом ХІ з'їзду ВЛКСМ (1949).
У 1950 році одружилася і перейшла на прізвище Фролова. Незабаром, за рішенням ЦК КПУ, чоловік був переведений на роботу в західні області України. У серпні 1951 року переїхала в Тернопільську область. Працювала викладачкою сільськогосподарської практики в школі-інтернаті у Підгайцях, завідувачкою Великоборківського райвідділу РАГС, товарознавицею гуртової бази Райспоживтовариства, секретаркою-друкаркою міжрайпалива у Підволочиському районі. Згодом до виходу на пенсію у 1980 році працювала агенткою Держстраху.

## Відзнаки
Указом Президії Верховної Ради СРСР від 30 квітня 1948 року «за отримання високих врожаїв жита при виконанні радгоспом плану здачі державі сільськогосподарської продукції у 1947 році та забезпеченості насінням зернових культур для весняного сіву 1948 року», Троцькій Надії Василівні присвоєно звання Героя Соціалістичної Праці з врученням ордена Леніна (№ 73584) і медалі «Серп і Молот» (№ 2178).
У 1949 році нагороджена другим орденом Леніна.